# Callipelta thoosa
Callipelta thoosa är en svampdjursart som beskrevs av Claude Lévi 1964. Callipelta thoosa ingår i släktet Callipelta och familjen Neopeltidae. Inga underarter finns listade i Catalogue of Life.